# Rzeźba „Wzrastanie II” w Zielonej Górze
Rzeźba "Wzrastanie II" w Zielonej Górze – jedna z dwóch rzeźb plenerowych nawiązujących do form roślinnych autorstwa zielonogórskiego artysty Marka Przecławskiego, znajdująca się na Wzgórzu Winnym w Zielonej Górze niedaleko wejścia od strony ul. Wrocławskiej. Powstała w 1980. 

## Historia
Rzeźba jest pokłosiem Zielonogórskich Spotkań Rzeźbiarskich i należy do dość bogatego zespołu rzeźb plenerowych w Zielonej Górze.

## Opis
Rzeźba nawiązuje do form roślinnych. Wykonana została z kamionki gozdnickiej. 